# Lesueurigobius sanzi
Lesueurigobius sanzi is een straalvinnige vissensoort uit de familie van grondels (Gobiidae). De wetenschappelijke naam van de soort is voor het eerst geldig gepubliceerd in 1918 door de Buen.